# Unione Britannica dei Fascisti
L'Unione Britannica dei Fascisti (in inglese British Union of Fascists, BUF) è stato un partito politico attivo nel Regno Unito, e il principale movimento fascista britannico. Fu fondato da Oswald Mosley nel 1932, in concomitanza temporale con l'ascesa del nazionalsocialismo in Germania. Il partito cambiò il suo nome nel 1936 in "British Union of Fascists and National Socialists" e, nel 1937, in "British Union". Fu infine sciolto dal governo nel 1940, a seguito dell'inizio della seconda guerra mondiale. Il partito fu forzatamente sciolto nel 1940, e Mosley solo nel 1948 diede vita ad un nuovo soggetto, la Union Movement.

## Storia

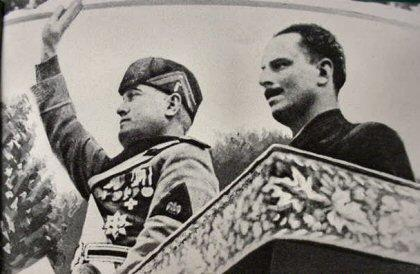
Benito Mussolini e Oswald Mosley nel 1936.

Ispirato al Partito Nazionale Fascista, il movimento fu fondato nel 1932 da fuoriusciti dal Partito conservatore e dall'ex ministro laburista sir Oswald Mosley, il quale pochi anni prima aveva già creato un nuovo partito (letteralmente, New Party): nonostante i suoi fallimenti elettorali, il suo tentativo servì da base per la nascita dell'Unione, che raccolse l'eredità di gruppi come i British Fascists di Rotha Lintorn-Orman, in parallelo con la Lega Fascista Imperiale, ed ebbe una spinta grazie alla visita di Benito Mussolini in Inghilterra proprio in quell'anno. 
La BUF adotterà la camicia nera, simbolo del fascismo italiano, come propria uniforme e soprattutto raccoglierà consensi proprio presso le tradizionali roccaforti laburiste: il movimento avrà i suoi sostenitori prevalentemente a Manchester e, in parte, Liverpool. Lo stesso governo fascista italiano, grazie al suo ambasciatore Dino Grandi e a missioni dedicate, elargiva doni e somme di denaro per finanziare il BUF e mantenere la sua rilevanza nella politica locale ed internazionale.
Il partito virò verso l'antisemitismo tra il 1934 e il 1935 a causa della crescente influenza dei simpatizzanti nazisti all'interno del partito, come William Joyce e John Beckett, che provocò le dimissioni di membri come Robert Forgan. Nell'ottobre 1936 nella cosiddetta battaglia di Cable Street ci furono duri scontri tra militanti del partito ed ebrei e comunisti. Il partito si allontanò dalla monarchia inglese dopo l'abdicazione di Edoardo VIII nel 1936, considerato filo-tedesco.
L'aggressivo fascismo britannico vedrà la sollevazione della BUF in difesa dell'invasione italiana dell'Etiopia e contro le sanzioni economiche all'Italia fascista decretate dal governo britannico e dalla Società delle Nazioni. Nel 1937, William Joyce e altri simpatizzanti nazisti si separarono dal partito per formare la National Socialist League, che si piegò rapidamente, con la maggior parte dei suoi membri internati. Mosley in seguito denunciò Joyce come traditore e lo condannò per il suo estremo antisemitismo. Mosley aveva legami diretti con Hitler: il suo matrimonio con Diana Mitford fu celebrato a casa di Joseph Goebbels alla presenza di Hitler stesso, e sua cognata Unity Mitford fu una delle amanti e membro della cerchia ristretta del führer.

Oswald Mosley e sua moglie Diana con le camicie nere della British Union of Fascists

Il 24 agosto 1939 fu varata dal Parlamento britannico la Defence Regulation 18B il cui scopo era quello di limitare le attività di membri di organizzazioni soggette a influenza o controllo straniero, o di persone che avevano legami con i governi di qualsiasi potenza con cui il Regno Unito fosse in guerra. Questo permise nei mesi seguenti di arrestare i membri più attivi del UBF. Il 20 maggio 1940, si scoprì che Tyler Kent, un noto antisemita membro del UBF, che lavorava presso l'ambasciata americana a Londra aveva intercettato la corrispondenza fra Winston Churchill e Franklin Roosevelt. La legge 18B fu rinforzata e il 23 maggio Oswald Mosley e alcuni suoi stretti collaboratori furono arrestati, mentre il partito fu sciolto.

## Ideologia
Dallo statuto di fondazione il partito si presenta come rivoluzionario. Tra gli scopi che si prefigge vi è il sovvertimento del disinteresse britannico dalle cose continentali onde ricondurre il Regno Unito nel suo contesto europeo. La parziale sconfitta nella guerra dei cent'anni, in cui nel XV secolo gli inglesi furono costretti ad abbandonare le terre occupate sul suolo francese, è vista come l'origine del progressivo distanziamento fra Europa e Isole britanniche.
L'elettorato era costituito principalmente da appartenenti alla classe proletaria (così come altri movimenti fascisti, quali le Croci Frecciate in Ungheria), sottraendo voti al Partito Laburista. Proprio in ragione di ciò, in un primo momento, i conservatori parvero disposti a tollerare l'anomalia di Mosley nel sistema inglese.
La strategia d'azione aveva l'obiettivo di contrastare la potenza coloniale francese alleandosi con Potenze minori e desiderose di nuove annessioni territoriali. Il programma sociale del movimento fu esplicitato sin dai primi anni trenta: socializzazione delle aziende al di sopra una certa consistenza, attraverso un'amministrazione unica comprendente i dirigenti, gli operai e i consumatori. In caso di discordie insanabili, sarebbe dovuto intervenire d'autorità lo Stato.
L'antisemitismo, comunemente attribuito alle potenze dell'asse negli anni successivi al secondo conflitto mondiale, è stato da sempre rifiutato da Oswald Mosley, come lui stesso ha testimoniato in numerose interviste.
Dal punto di vista politico, la BUF propose una revisione del suffragio, basato sul lavoro corporativo: la Camera dei comuni non doveva più essere partitica, ma corporativa (ogni lavoratore vota un rappresentante della sua Corporazione).

## Bandiere

Bandiera dal 1932 al 1933
Bandiera dal 1933 al 1935